# Saint-Blaise-la-Roche

Saint-Blaise-la-Roche este o comună în departamentul Bas-Rhin, Franța. În 1 ianuarie 2022 avea o populație de 243 de locuitori.

## Istoric
Într-un text din secolul al XIII-lea, același loc este cuprins sub denumirea "Hiltwigsgerüte", iar în limba germană, sub numele de Sankt Blasius. Localitatea a aparținut domnilor din Ban de la Roche, care aparținea familiei von Rathsamshausen. Numărătoarea lui Andlau deține, de asemenea, posesiuni acolo, ceea ce a condus la conflicte între cele două familii. În plus, satul era deținut de Dieceza de la Strasbourg, de domnii Val de Villé și de Baronii Bollwiller. Apoi Saint-Blaise-la-Roche a trecut din nou la numărătoarea lui Andlau, care a ținut-o până la Revoluția Franceză. Ulterior, satul a fost repartizat la Département Vosges. În 1871 a venit în districtul Alsacia inferioară, Alsacia a fost anexată de Imperiul german sub împăratul Wilhelm I. În 1919 a trecut prin Tratatul de la Versailles înapoi în Franța (Département Bas-Rhin).

## Locație
Satul este situat în zona Vosges, la aproximativ 35 de kilometri sud-vest de Molsheim.

## Stema
Descriere: Împărțit în roșu-argintiu cu bare verde și aur cu cruce comună roșie.